# Robert Hålén

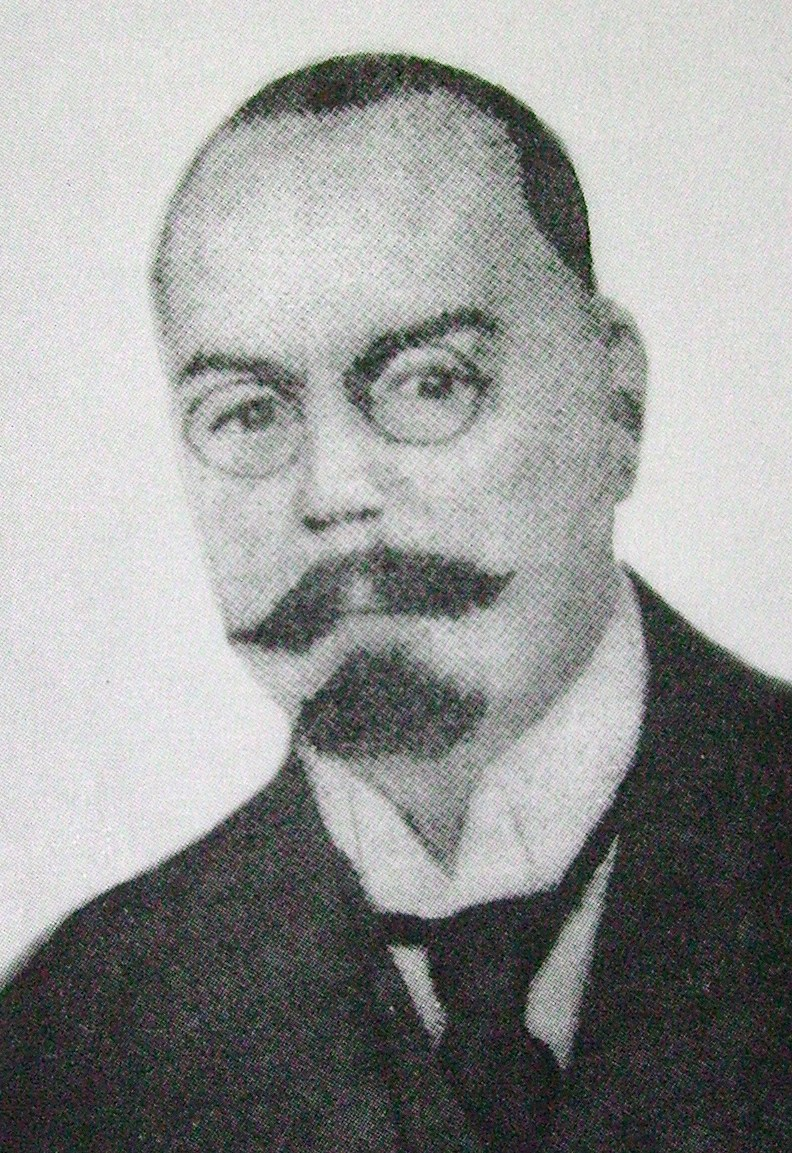
Robert Hålén.

Johan Robert Hålén, född 21 mars 1866 i Gävle, död 7 maj 1924 i Göteborgs Carl Johans församling, var en svensk läkare.
Han var son till rådman J.O. Hålén och Theresia Charlotta Lönnerberg.
Hålén avlade mogenhetsexamen i Gävle 1884, mediko-filosofisk examen vid Uppsala universitet 1887, medicine kandidatexamen där 1893 och medicine licentiatexamen vid Karolinska Institutet i Stockholm 1900. Han var amanuens vid patologiska institutionen i Uppsala 1900 samt amanuens och underläkare vid medicinska avdelningen vid Akademiska sjukhuset i Uppsala 1900–01. Han var underläkare och andre läkare vid Sahlgrenska sjukhuset 1901–04, stadsdistriktsläkare och läkare vid Majornas sjukhus från 1905 till sin död samt läkare vid Majornas barnhem samma tid. Under några år var han vice ordförande och läkare vid Ekedalens barnhem. Han var revisor för Göteborgs sjukhem 1908–09 och vid Renströmska bad- och tvättanstalten 1914.
Hålén sägs ha åtnjutit mycket stort förtroende bland arbetarbefolkningen i Majorna.  Han var ledamot av Göteborgs stadsfullmäktige 1913–16. Han avled till följd av en hjärnblödning, som drabbade honom medan han var sysselsatt med en operation på Sahlgrenska sjukhuset. Han är begraven på Västra kyrkogården. Han har fått en gata i Guldheden uppkallad efter sig, Doktor Håléns gata.